# 浪岡バイパス
浪岡バイパス（なみおかバイパス）は青森県青森市浪岡大字下十川から同市大字鶴ケ坂に至る国道7号のバイパスである。全線4車線で設計されているが、現在は暫定2車線となっている。

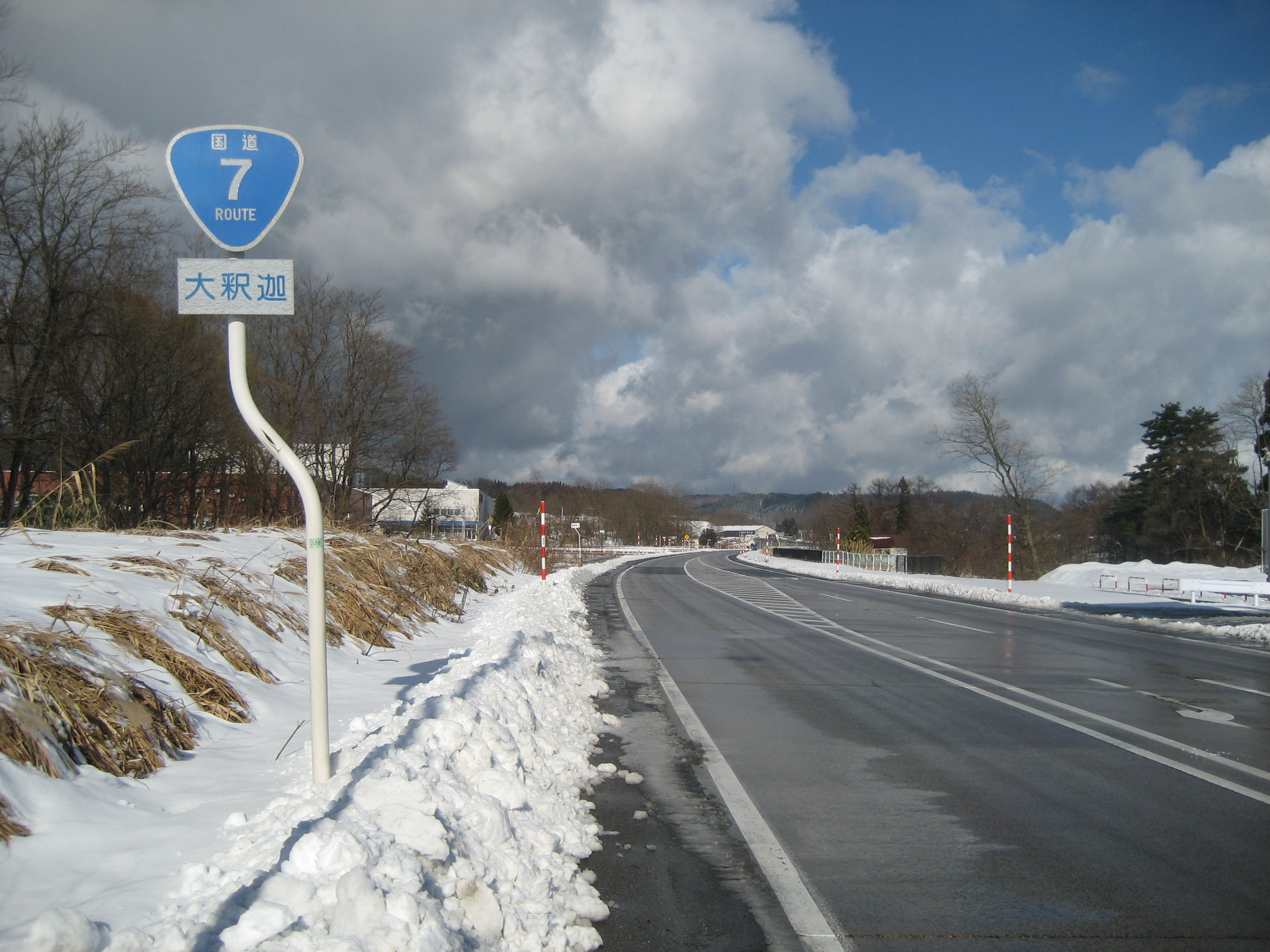
青森市浪岡大釈迦付近

## 概要
東北自動車道 浪岡ICから大釈迦の国道101号交差点までは先行して開通していたが、2004年（平成16年）11月27日に道の駅なみおか（アップルヒル）と浪岡IC・津軽自動車道接続口の間（2.7 km）と、国道101号交差点から大釈迦（終点）までの区間（約2.0 km）が開通し、青森市女鹿沢から同市鶴ヶ坂までの8.2 kmが1本のバイパスでつながった。鶴ヶ坂では鶴ヶ坂バイパスに接続する。アップルヒルからは青森県道27号青森浪岡線のバイパスに接続する形で、国道7号（現道）や青森空港方面にアクセスする。
女鹿沢より南側の女鹿沢工区（青森市浪岡下十川扇田 - 同市浪岡女鹿沢西花岡）では2009年（平成21年）11月25日に約2.1 kmが開通し、下十川以南には国道7号常盤バイパスを経由して弘前市方面に接続した。またこの開通にともない、女鹿沢から下十川の旧道は、青森県道285号浪岡藤崎線に降格した。
唯一の未供用区間でバイパス部から鶴ヶ坂バイパスに至る現道拡幅区間の鶴ヶ坂工区（終点寄り2.1 km）は国土交通省の2010年度（平成22年度）で事業休止され、現道改良から交通安全対策事業に沢田交差点および鶴ヶ坂交差点の改良に計画変更されており、交差点改良は2014年（平成26年）3月27日に完成した。この対策により、交通渋滞及び事故は減少・解消した一方で、大雪と勾配を起因としたスタックが多発しており、対策して同区間の4車線化と勾配緩和が打ち出され、2023年度（令和5年度）に鶴ケ坂防災として事業化された。

### 路線データ
- 起点：青森県青森市浪岡大字下十川
- 終点：青森県青森市大字鶴ケ坂
- 延長：12.6 km
- 道路規格 : 第3種第1級
- 設計速度 : 80 km/h
- 道路幅員 : 暫定14.5m（完成28.0 m）
- 車線幅員 : 3.5 m
- 車線数 : 暫定2車線（4車線）

## 歴史
- 1974年度（昭和49年度） - 事業化[8]。
- 1981年度（昭和56年度） - 都市計画決定[2]。
- 1982年度（昭和57年度） - 用地着手[2]。
- 1985年度（昭和60年度） - 工事着工[2][8]。
- 1987年（昭和62年）10月8日 - 青森市浪岡大字徳才子・浪岡五所川原道路入口 - 同市浪岡大字大釈迦・国道101号現道交点間延長1.6 kmが暫定2車線で開通[2][8]。
- 1994年（平成6年）3月4日 - 青森市浪岡大字女鹿沢・国道7号現道（当時） - 同市浪岡大字杉沢・青森浪岡線交点間延長2.1 kmが暫定2車線で開通[2][9]。
- 1995年（平成7年） - 杉沢工区での高屋敷館遺跡の発見のため、工事中断[10]。
- 2003年（平成15年）6月 - 工事再開[10]。
- 2004年（平成16年）11月27日 - 杉沢工区（青森市浪岡大字杉沢・青森浪岡線交点 - 同市浪岡大字徳才子・浪岡五所川原道路入口）延長2.7 kmおよび大釈迦工区（青森市浪岡大字大釈迦・国道101号現道交点 - 同市浪岡大字大釈迦・国道7号現道）延長2.0 kmが暫定2車線で開通[2][9][10]。
- 2009年（平成21年）11月25日 - 女鹿沢工区（青森市浪岡大字下十川字扇田 - 同市浪岡大字女鹿沢字西花岡）延長2.1 km が暫定2車線で開通。これによりバイパス部全線開通[2][9][1]。
- 2010年度（平成22年度） - 事業休止[2]。
- 2010年（平成22年）11月 - 事業区間短縮[2]。
- 2012年度（平成24年度） - 鶴ヶ坂交差点改良事業化[11]。
- 2012年（平成24年）11月29日 - 沢田交差点の下り線に直進レーンを設置し、常時通行可能に改良[2][9][12]。
- 2014年（平成26年）3月27日 - 大釈迦・鶴ヶ坂交差点改良が完成[2][3]。
- 2023年（令和5年）3月14日 - 4車線化・沢田交差点立体化および勾配緩和を骨子とする鶴ケ坂地区の改良方針が決定[5]。
- 2023年度（令和5年度） - 鶴ケ坂防災事業化[6]。

## 路線状況

### 橋梁
- 新浪岡橋（浪岡川）
- 新杉沢橋（大釈迦川）

### 道の駅
- 道の駅なみおか

## 地理

### 交差する道路
- 青森県道285号浪岡藤崎線（旧国道7号）（起点）
- 青森県道34号五所川原浪岡線（支線）
- 青森県道27号青森浪岡線（バイパス杉沢交差点）
- 東北自動車道浪岡IC・津軽自動車道浪岡五所川原道路（高速道入口交差点）
- 青森県道231号大釈迦停車場線（大釈迦駅入口交差点）
- 国道101号（現道）（大釈迦西交差点）
- 国道101号（旧国道7号）（沢田交差点・バイパス部終点）
- 青森県道247号鶴ケ坂千刈線（旧国道7号）（鶴ケ坂交差点・終点）

### 接続するバイパスの位置関係
（新潟方面）弘前バイパス - 常盤バイパス - 浪岡バイパス - 鶴ヶ坂バイパス - 青森西バイパス（青森方面）